# Berenika z Chios
Berenika (gr. Βερενίκη; zm. 71 p.n.e.) – wysoko urodzona kobieta z Chios, która została kochanką i trzecią żoną króla Pontu Mitrydadesa VI Eupatora.
W 86 p.n.e. Mitrydates VI wysłał swoich generałów do podbicia i wysiedlenia rdzennych mieszkańców wyspy Chios, na której zamierzał osadzić pontyjskich osadników.
W tym samym czasie Mitrydates poznał Berenikę, która była jedną z wysoko urodzonych mieszkańców stołecznego miasta Chios, wysłanych do Pontu w celu pertraktacji z królem. Wkrótce stała się kochanką, a później trzecią żoną Mitrydatesa VI. Nie wiemy niczego pewnego o ich związku, chociaż najprawdopodobniej to na jej cześć Mitrydates VI zmienił nazwę stolicy wyspy Chios na Berenike. Miasto nosiło tę nazwę do czasu aneksji wyspy przez Rzymian około 85 p.n.e.
W 71 p.n.e. Mitrydates VI nakazał Berenice popełnienie samobójstwa przez zażycie trucizny po to, by nie wpadła w ręce rzymskiego dowódcy Lukullusa i nie wydała mu sekretów taktyki męża. Kiedy zażycie trucizny nie przyniosło rezultatu, Berenika została uduszona.

Berenika zaś porwała kubek trucizny. A była przy niej matka i prosiła ją także o truciznę. Podała jej i obie razem truciznę wypiły. Ale moc jej poskutkowała w słabym ciele. Bereniki, która za mało wypiła, nie uśmierciła. Podskoczył Bakchides i walczącą ze śmiercią udusił.